# 張再興 (演員)
張再興（1986年3月5日—），台灣男演員。畢業於崑山科技大學媒體藝術研究所。2007年起開始參與電視劇與電影的演出。2010年《覺悟的腳步》獲得第33屆金穗獎最佳男主角獎。2014年正式加入易智言所創立的經紀公司。2018年入圍第55屆金馬獎最佳新演員獎。2021年正式加入莊淳淳所創立的好好電影工作室有限公司。

## 電影
- 《角頭—鬥陣欸》飾演：游宗保（宗保）
- 《角頭—大橋頭》飾演：游宗保（宗保）
- 《角頭—浪流連》飾演：游宗保（宗保）
- 《角頭2：王者再起》飾演：游宗保（宗保）
- 《順雲》飾演：阿興
- 《大尾鱸鰻2》飾演：回憶老大
- 《時間差》飾演：問事的黑道大哥
- 《甜蜜殺機》飾演：阿興
- 《黑白》飾演：阿興
- 《對面的女孩殺過來》飾演：阿德
- 《命遇狗不理》飾演：阿興
- 《茱麗葉》飾演：朱父手下
- 《當愛來的時候》飾演：阿興
- 《艋舺》飾演：阿興
- 《消失的情人節》飾演：眼鏡女的流氓弟弟
- 《月老》飾演：阿興仔
- 《關於我和鬼變成家人的那件事》飾演：阿狗
- 《我的麻吉4個鬼》飾演：鬼大叔
- 《老狐狸》飾演：

### 短片
- 《給愛麗絲 Für Elise》飾演：阿興
- 《尋狗啟示》飾演：黑道大哥
- 《布袋甩尾》飾演：阿勇
- 《奧莉薇小姐》飾演：王董
- 《覺悟的腳步》飾演：阿興
- 《如果》飾演：阿興
- 《講話沒有在聽》飾演：警察

## 電視劇
- 《3天2夜》飾演：張建中
- 《植劇場—夢裡的一千道牆》飾演：阿興
- 《告別》飾演：阿勳
- 《加蓋春光》飾演：工人
- 《鑼聲若響》飾演：阿偉
- 《長不大的爸爸》飾演：阿狗
- 《春梅》飾演：鬼塚
- 《事事達人》飾演：江特助
- 《落日》飾演：小羅剎
- 《牡丹》飾演：嫖客
- 《阿爸的靈魂之旅》飾演：林光輝
- 《只想比你多活一天》飾演：阿狗
- 《小妹》飾演：阿勇
- 《刺蝟男孩》飾演：阿進
- 《仲夏夜府城》飾演：刺青客
- 《風水世家》飾演：阿興
- 《交錯》飾演：阿雄
- 《第十二張生肖卡》飾演：紅毛
- 《姜老的新槍》飾演：黑面
- 《阿戇妹》飾演：阿興
- 《倪亞達》飾演：虎皮
- 《情義月光》飾演：李居南
- 《指印》飾演：討債老大
- 《靈異街11號》飾演：小虎
- 《你的孩子不是你的孩子-貓的孩子》飾演：阿青師
- 《極道千金》飾演：林貴
- 《誰是被害者》飾演：小廖
- 《不讀書俱樂部》飾演：孔若凡
- 《她們創業的那些鳥事》飾演：陳東林
- 《村裡來了個暴走女外科》飾演：阿亮
- 《台灣犯罪故事－生死困局》飾演：林木鐘
- 《阿叔》飾演：吳宗志（David)
- 《美食無間》飾演：曾咖[4]
- 《誰是被害者2》飾演：小廖
- 《孔雀魚》飾演：林峰
- 《阿榮與阿玉》飾演：連建興
- 《成功路上》飾演：橫哥
- 《阿松與阿暖》飾演：

## 執導作品
- 《花若花開時》 編劇/導演
- 《花若離枝》 編劇/導演
- 《覺悟的腳步》 編劇/導演

## 音樂錄影帶
- 2020 《兄弟你說》

## 獎項紀錄
| 年份   | 頒獎典禮                 | 獎項       | 影片                   | 角色   | 結果 |
| ------ | ------------------------ | ---------- | ---------------------- | ------ | ---- |
| 2011年 | 第33屆金穗獎             | 最佳男主角 | 《覺悟的腳步》         | 阿興   | 獲獎 |
| 2016年 | 2016年西班牙馬德里電影節 | 最佳演員獎 | 《給愛麗絲 Für Elise》 | 阿興   | 獲獎 |
| 2018年 | 第55屆金馬獎             | 最佳新演員 | 《角頭2：王者再起》    | 游宗保 | 提名 |